# 杜賓犬
都柏文（德語：Dobermann），是原產於德國的一種中型犬，大約在1890年由Karl Friedrich Louis Dobermann所培育出來。是最常被用來作為軍事用途的軍犬。

## 起源
19世紀末期，德國圖林根藉由德國狼犬（香港稱為狼狗）還有洛威拿等犬種配種而培育出來的警備犬。

## 體型及性格
杜賓犬在当初培育的过程中引入了洛威拿的血统。杜賓犬和洛威拿这两种犬都是优秀的护卫犬。对于饲养杜賓犬的飼主，其主要作用為看家等用途。杜賓犬屬於中型犬種，平均體重35公斤至40公斤（約75磅至90磅），比較大型的可達45公斤或以上（約100磅或以上）。
杜賓犬是精力充沛而且有力的犬種，具有黑色被毛配有边界清晰的铁锈色斑纹。紧凑而坚固的结构显示出力量、敏捷度、耐力。
杜賓犬是自信而勇敢的犬種，但較為冷漠的性格使其不容易接近，也不随意表示友好。杜賓犬具有捍衛領土、保衛家園的天性，是非常聪明的犬種，坚强、有适应性，非常乐于工作，讓杜賓犬能夠成为軍犬、警衛犬、伴侣犬、护卫犬等多用途犬种。
杜賓犬身体强壮，动作迅猛，气势强悍，是世界上最具有勇气和力量的犬种之一，因此常作為警犬。为了让杜賓犬能确实服从命令，饲养者应严格地训练。杜賓犬个性沉稳，极富感情，也可做家庭伴侣犬。雖然杜賓犬的被毛整理起来很简单，但为了让其被毛看起来光滑漂亮，饲养者必须经常加以梳理。

## 品種
杜賓犬主要有美國種和歐洲種，外形上有分別。

### 美國杜賓犬
頭部較細，身形較纖瘦。

### 歐洲杜賓犬
頭部較大，身形較粗壯。

### 品種數據
杜賓犬大約在1890年由稅務官路易斯・都柏文（Karl Friedrich Louis Dobermann）以多種犬種配種而培育出來的警備犬及軍用犬，如加入了世界上跑得最快的格雷伊獵犬（Greyhound）以提高速度，加入了洛威拿（Rottweiler）以増強體格及智商等，經多次改良後，具備多種犬種的優點，不論速度、咬合力還是智商都十分優良，排名都相當高。
以下為杜賓犬與洛威拿的對照表（下表括號內為所有犬種中的排名。）：
| 品種名稱(中) | 品種名稱(英) | 原產地 | 速度(mph) (英里每小時) | 速度(kph) (公里每小時) | 咬合力(psi) (磅力每平方英寸) | 犬類智商排名 (The Intelligence of Dogs) |
| ------------ | ------------ | ------ | ---------------------- | ---------------------- | ---------------------------- | --------------------------------------- |
| 杜賓犬       | Doberman     | 德國   | 32.0 (9)               | 51.5 (9)               | 245 (7)                      | 5 (5)                                   |
| 洛威拿       | Rottweiler   | 德國   | 25.0 (?)               | 40.3 (?)               | 328 (4)                      | 9 (9)                                   |

## 外形
杜賓犬通常會斷耳斷尾；肩高與身長相等呈正方形，擁有緊實敏捷的體型，線條流線、簡潔、富肌肉感。

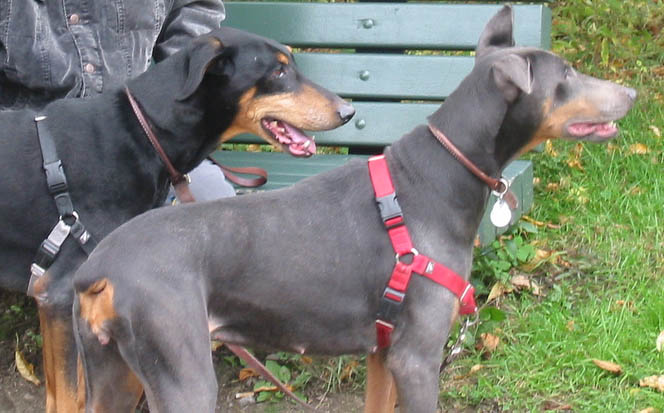
黑毛和藍毛
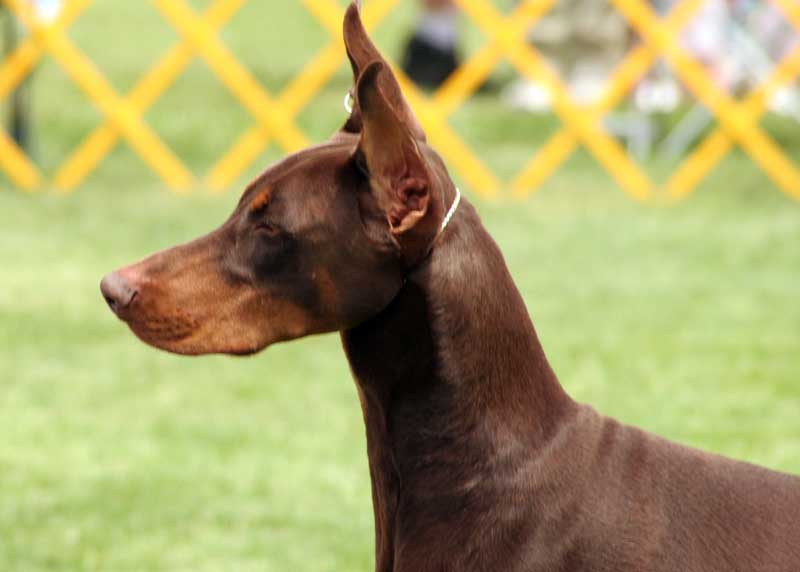
紅毛
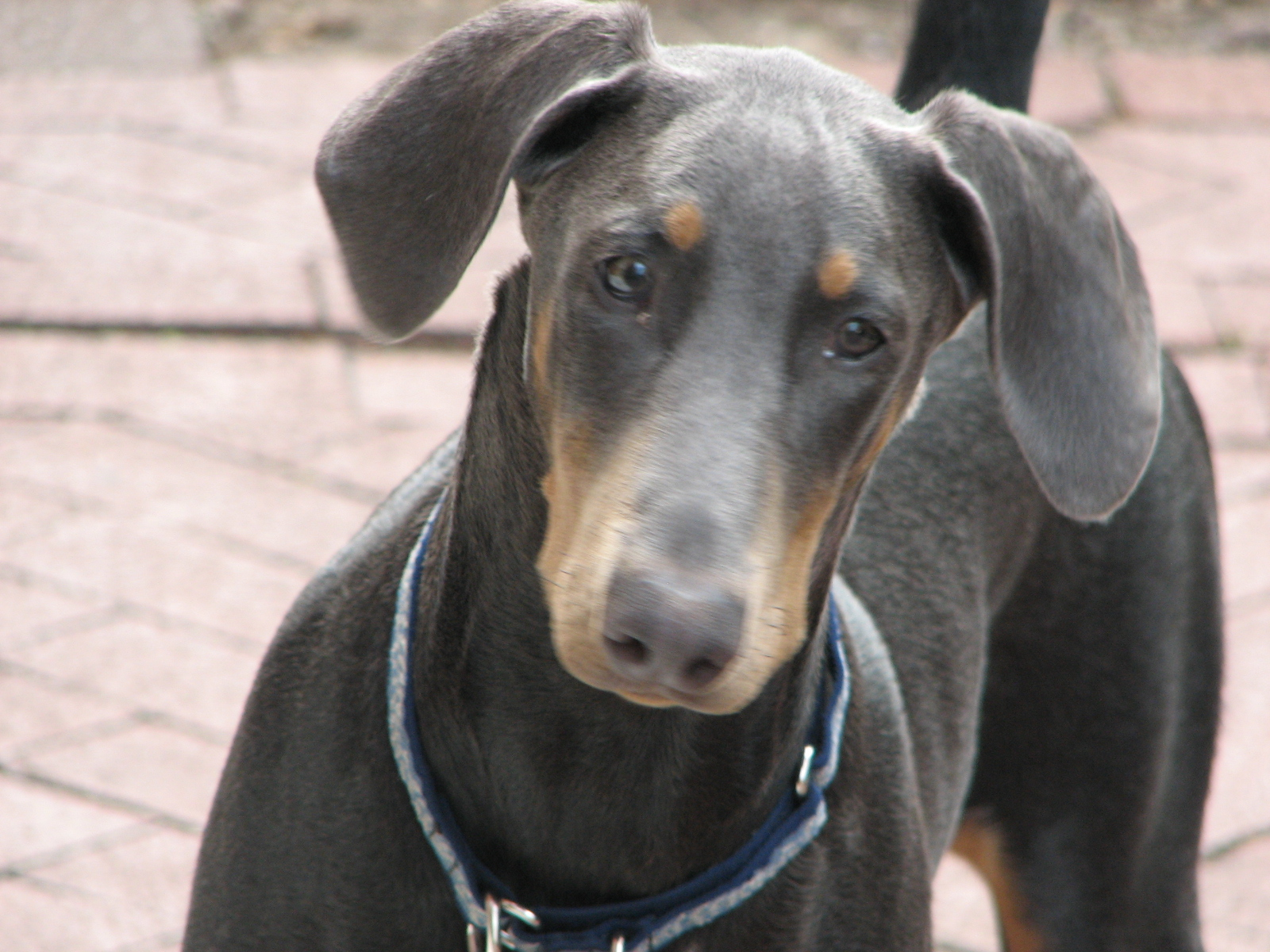
藍毛
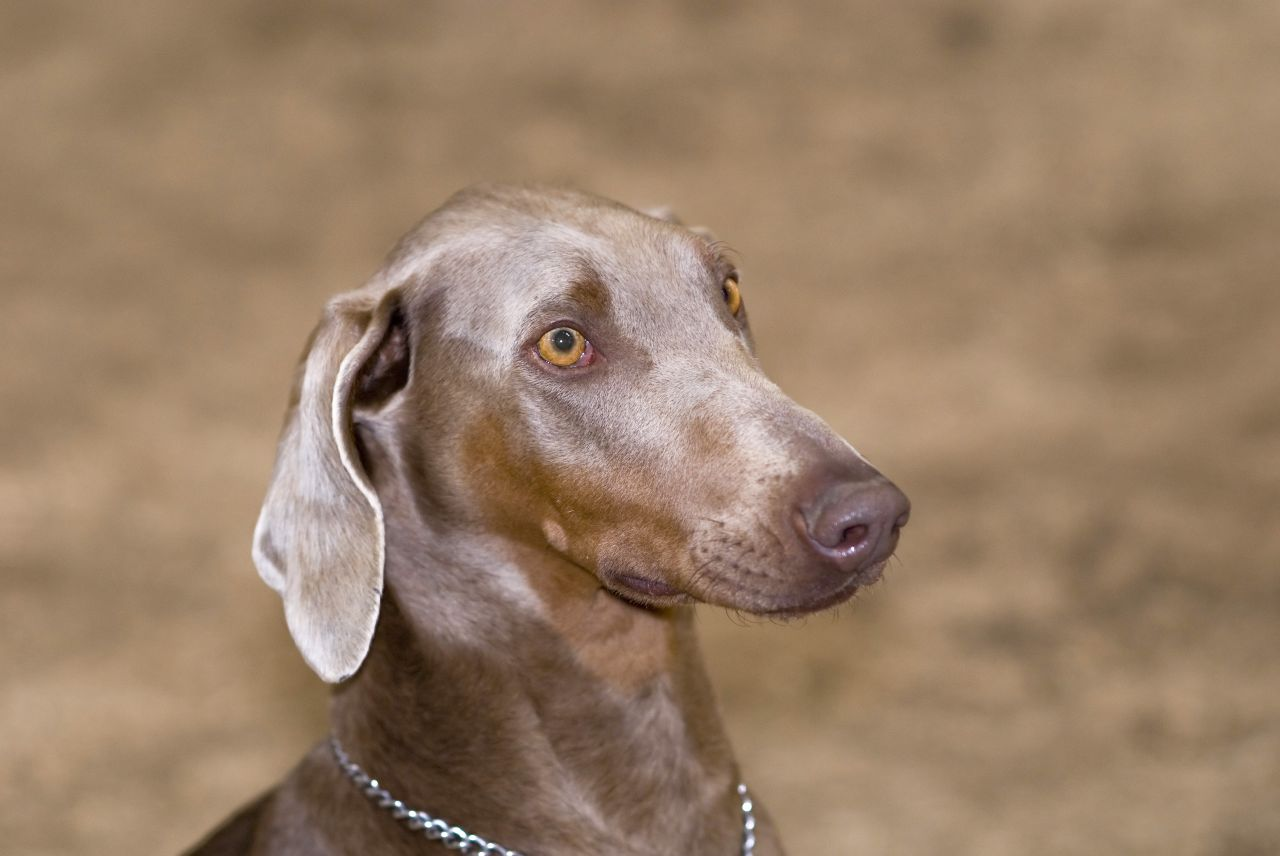
淡黃褐
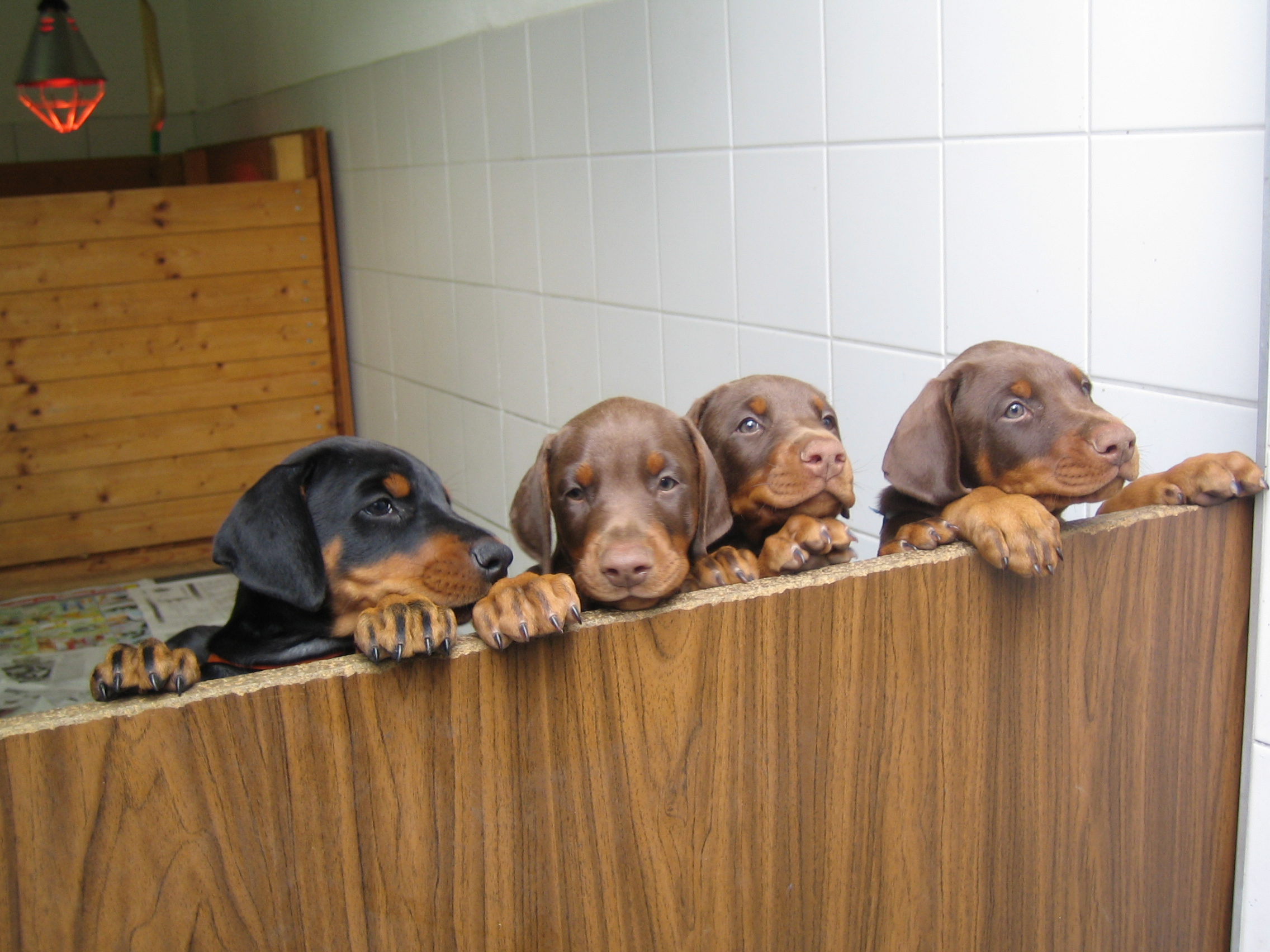
黑毛和紅毛的幼犬
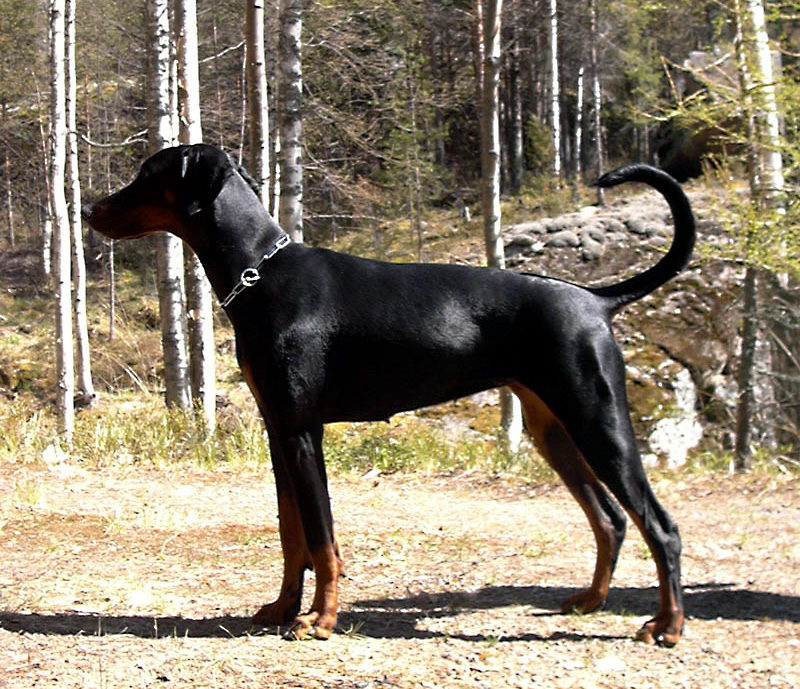
黑毛的成犬

## 特性
杜賓犬因為具有一定的攻擊性，而且敏捷又頑強，再加上對環境的適應性強，不但對護衛主人、家園是絕對的負責，杜賓犬更是擅長於追蹤、搜索，作業能力強，是極佳的護衛犬。

## 注意事項
杜賓犬是一種服從性高的品種，但另一方面領地意識及保護主人意識極強，過往曾經發生主人教導不當而發生誤傷事件，因此建議杜賓犬應由較有經驗人士飼養。

## 外部連結
DPCA美國杜賓俱樂部
https://dpca.org/ （页面存档备份，存于）
血統查詢
https://dobequest.org/search.php （页面存档备份，存于）